# 埃及文學

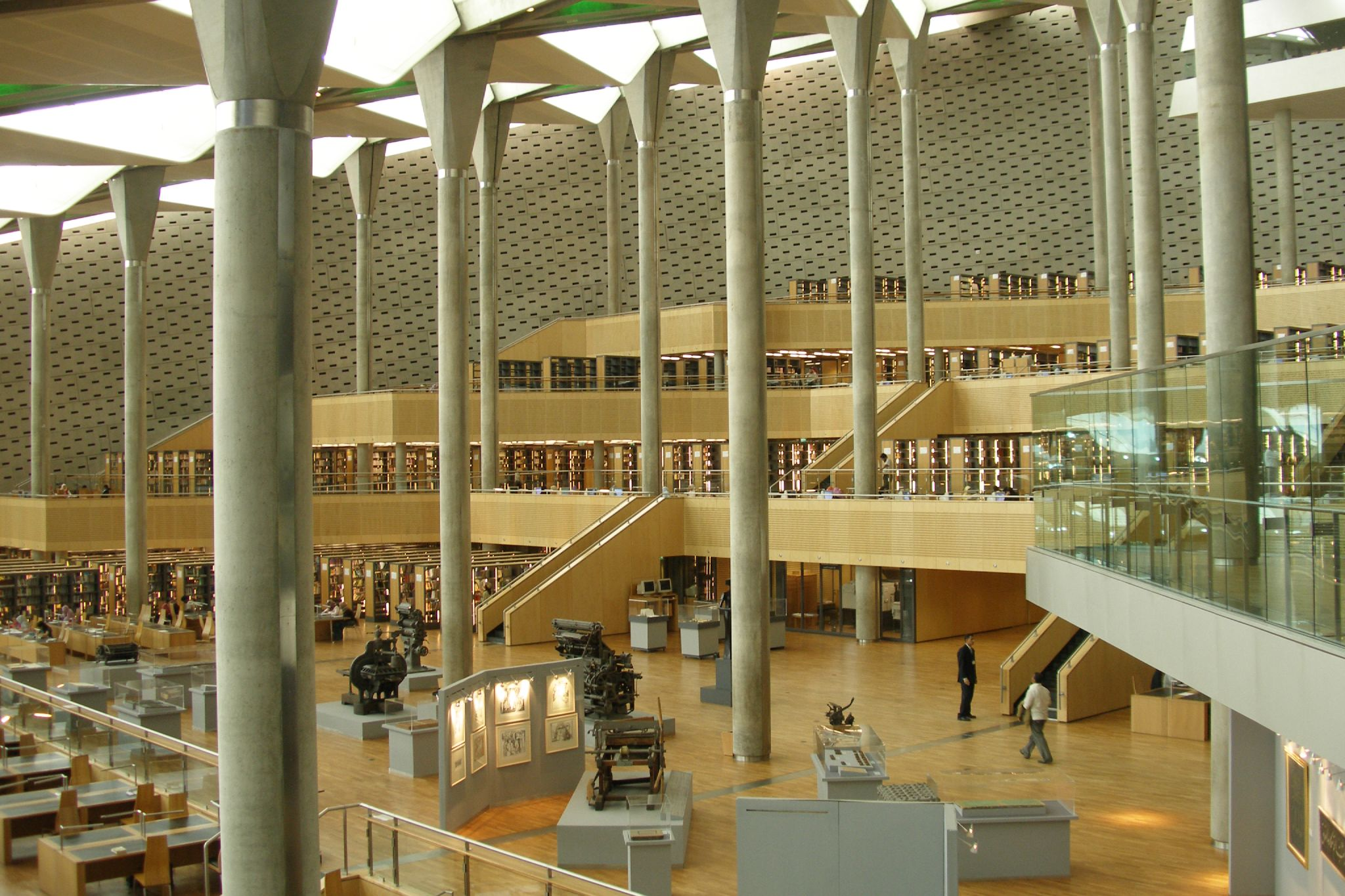
新亚历山大图书馆的大廳

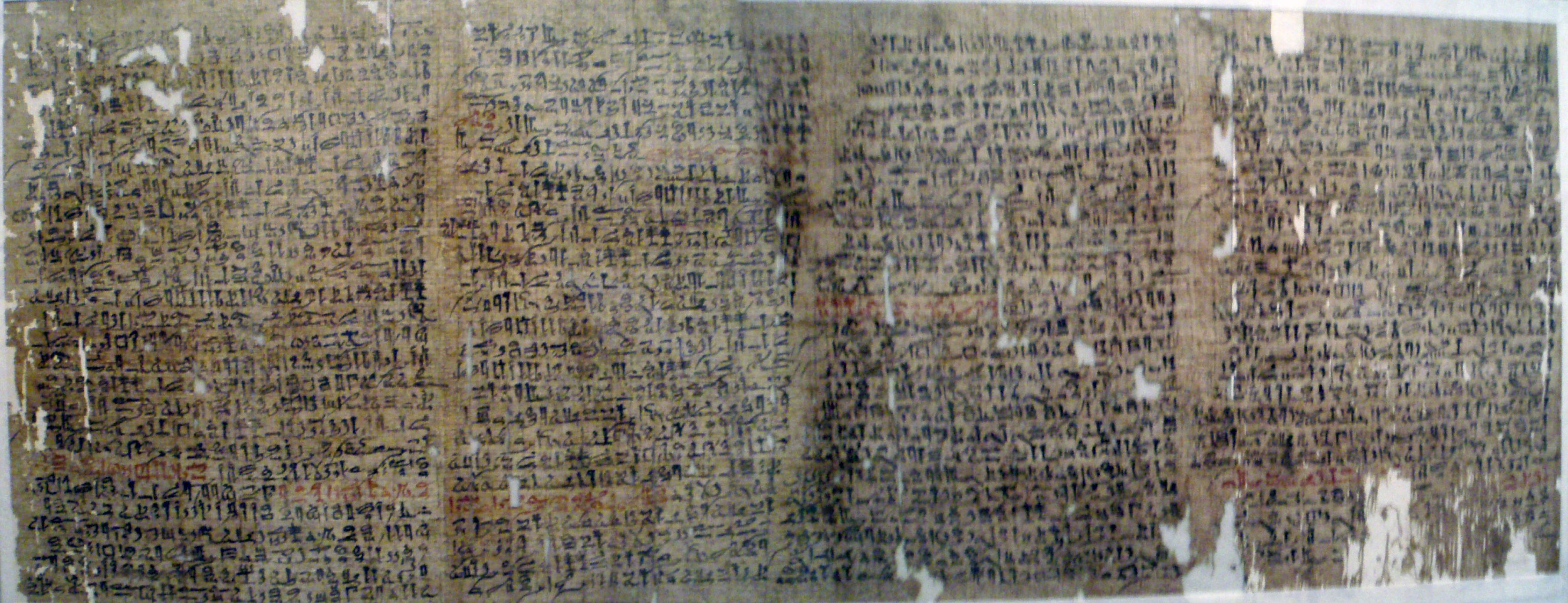
威斯卡紙莎草卷的複本，在柏林的埃及博物馆展示

埃及文學的源頭可以追溯到古埃及，而古埃及是世界早期的文化之一，以類似目前图书的方式來發展文學。

## 古埃及

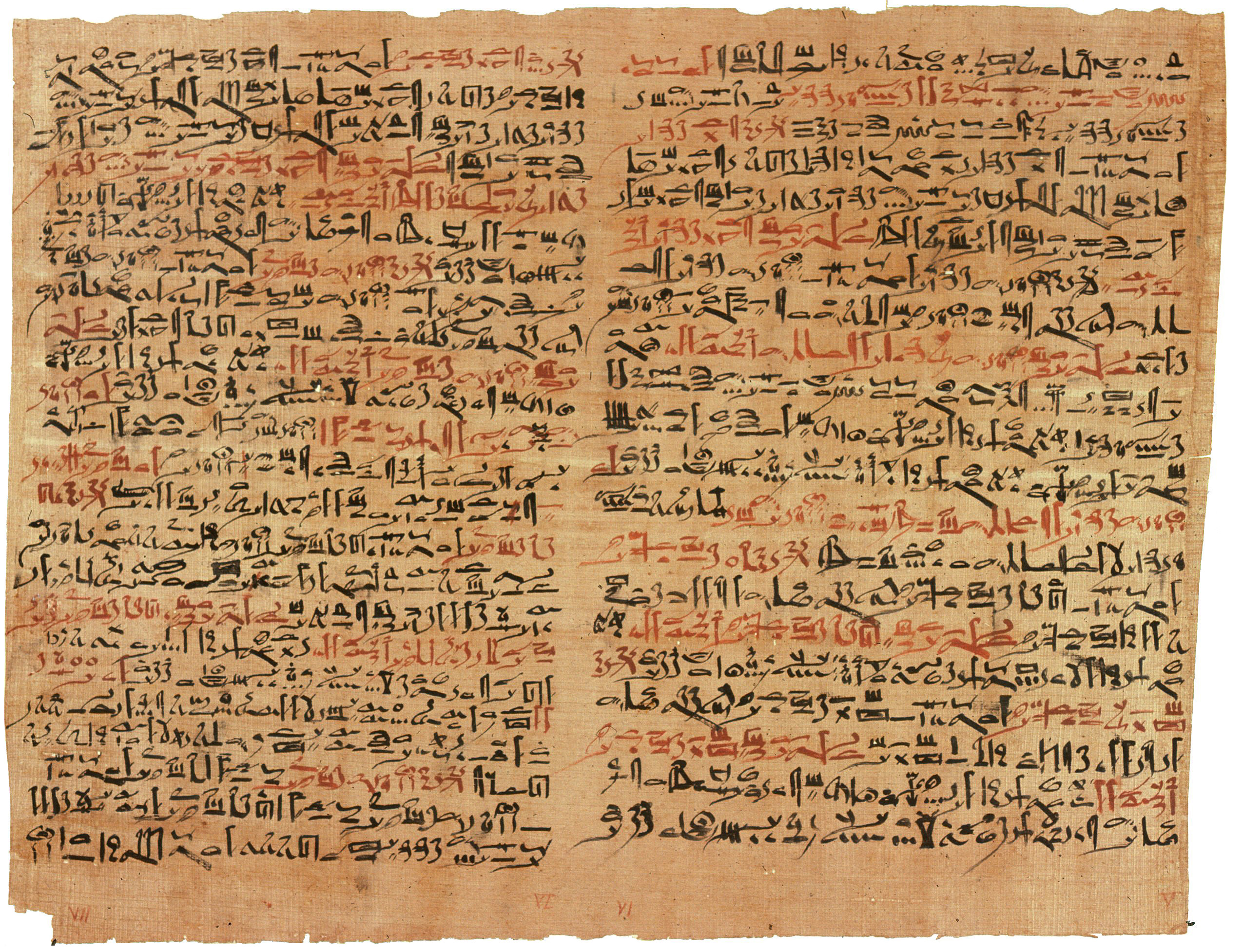
紐約醫學研究院珍善本室裡，艾德溫·史密斯紙草文稿第六和第七份

古埃及的文學作品是寫在莎草纸上，也寫在牆壁、墳墓、金字塔、方尖塔等建築物上。古耶希爾文獻中最著名的例子可能是西努赫的故事，其他著名的作品有威斯卡紙莎草卷、埃伯斯纸草卷，也包括著名的死者之书。大部份古埃及的文獻都是所謂的智慧文學（用來教學，不是為娛樂用的文獻），不過也有像神話、故事和人物傳記等用在娛樂用途的文獻。自傳曾被稱作是最古老的埃及文學型式。
尼罗河對古埃及人的寫作有很強烈的影響，對於希臘-羅馬世界的詩人也是如此，他們來到亞歷山卓，受到當地許多藝術贊助者的支持，也使用了亚历山大图书馆中的資源。許多古代重要的西方思想家都來過這裡，包括利比亚的卡利马科斯和锡拉库萨的忒奥克里托斯。當時偉大的文學家中，還是有些是埃及本地的，例如例如罗德岛的阿波罗尼奥斯，以及史詩戴歐尼修斯譚的作者農諾斯。

## 基督教
亞歷山卓在公元第一到第四世紀時，是基督教历史的一個重要中心。科普特文學是這個時期重要的基督教文學，而拿戈瑪第經集也保存了許多的文獻。

## 伊斯蘭
埃及在第八世紀時被穆斯林阿拉伯人所攻下。文學以及圖書館在穆斯林帶來的「新埃及」下蓬勃發展。此時在埃及寫作者身上有一些改變，纸取代了莎草紙，而在書寫系統中，也開始著重书法。寫作的重心也幾乎全部轉向伊斯兰教。阿拉伯埃及有一本早期的長篇小說，是伊本·纳菲的自修的神學家，是帶有一些未來主義的神學小說，有些研究者也將其視為是科學幻想。
《一千零一夜》中的許多故事都可以追溯到中古埃及說故事的傳統。這些故事可能在集結成單一作品之前就已經流傳開來。十世紀埃及民間傳說是十五世紀整合到《一千零一夜》的故事來源之一，其他的來源是印度文学、波斯文学的民間傳說，以及來自巴格达阿拔斯王朝的故事。

### 印刷術
印刷術是隨著拿破仑一世，在1798年來到埃及，穆罕默德·阿里帕夏在1805年掌權時，大力推動印刷術，建立了Amiri印刷廠。此印刷廠最早是出版阿拉伯文以及奥斯曼土耳其语的作品，例如第一份埃及報紙Al-Waqa'i' al-Misriyya。印刷廠快速的改變了埃及的文學輸出。

## 阿拉伯Nahda復興運動

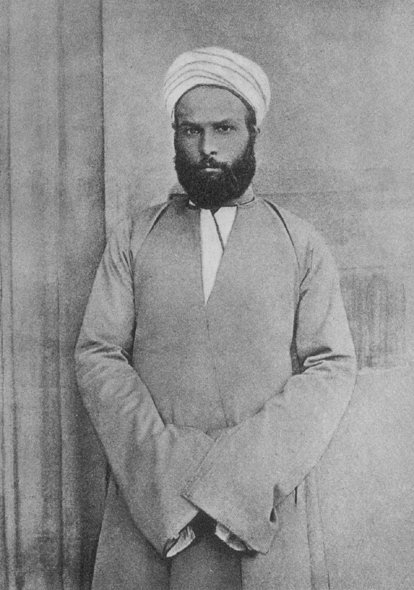
穆罕默德·阿布都（1849年-1905年），埃及的穆夫提、伊斯蘭改革者，也是多產的作者，是伊斯兰现代主义的先鋒

在十九世紀末和二十世紀初，阿拉伯世界經歷了阿拉伯Nahda復興運動（al-Nahda），是文化上的復興活動，類似中古時期末歐洲的文艺复兴。阿拉伯Nahda復興運動影響了生活的各個層面，其中也包括了文學。
穆罕默德·阿布都和贾迈勒丁·阿富汗尼在1884年成立了一個為期不長的泛伊斯蘭革命性文學和政治雜誌，名為Al-Urwah al-Wuthqa。這份刊物在1884年的3月開始，在10月就被英属埃及和印度的殖民地官員所禁了，不過此一刊物從摩洛哥廣泛流傳到印度，是阿拉伯Nahda復興運動中第一份刊物，也是最重要的刊物。
穆罕默德·阿布都是伊斯兰现代主义的重要人物之一，有很多具有影響力的著作，例如Risalat at-Tawhid（1897年），也出版了Sharh Nahj al-Balagha（1911年）。1914年Muhammad Husayn Haykal寫了Zaynab，是現在埃及的第一本小說，也是第一本的伊斯蘭小說。

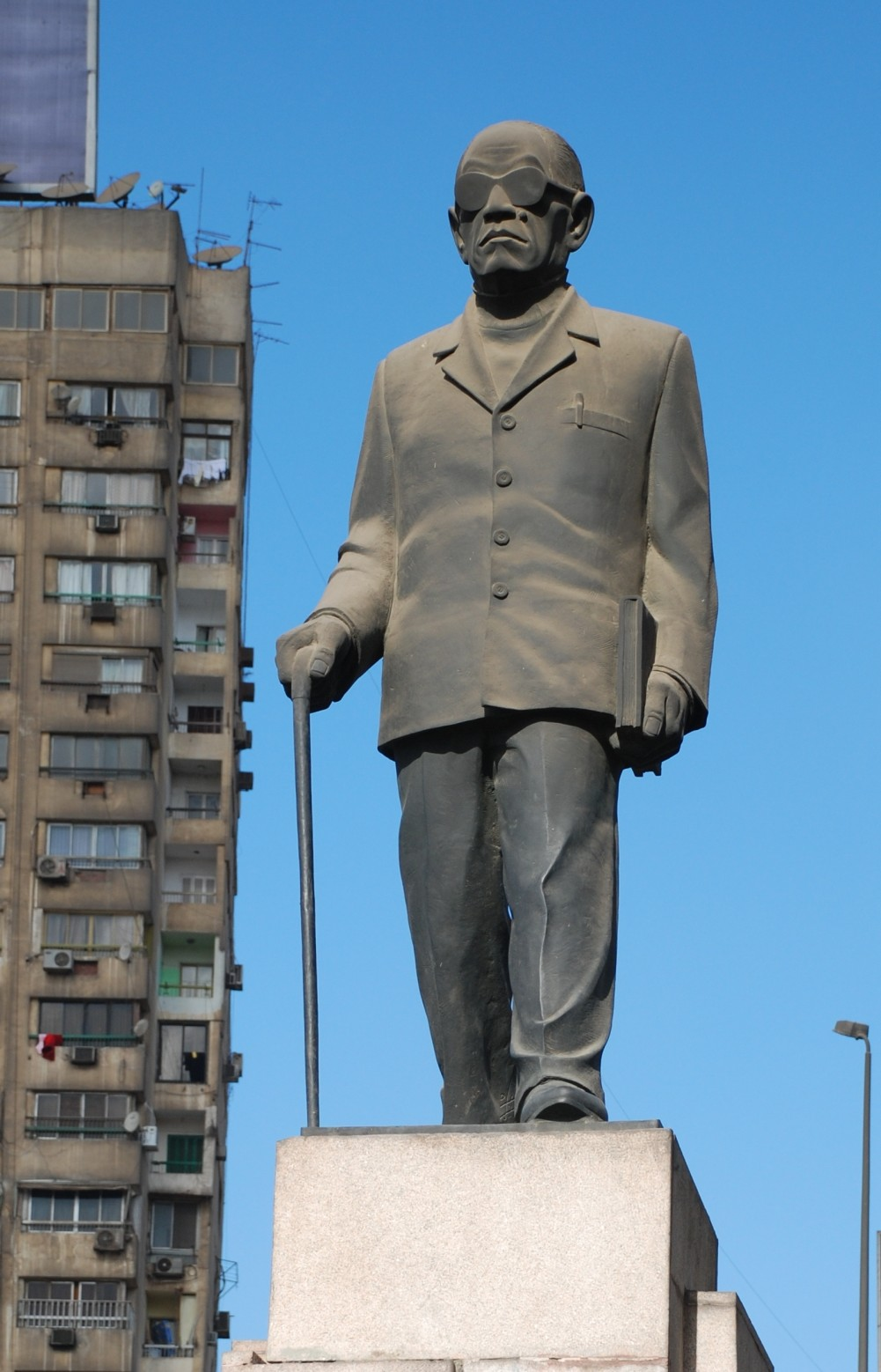
开罗紀念納吉布·馬哈福茲的紀念碑

20世紀埃及文學史中，最重要的二個人物是塔哈·侯賽因和納吉布·馬哈福茲，後者是第一名贏得诺贝尔文学奖的埃及人。Edwar al-Kharrat代表了埃及的60世代，創建了《Gallery 68》，是為前衛作家發聲的阿拉伯文學雜誌。